# Swamp rock
Swamp Rock-ul este un gen muzical apărut în SUA la sfârșitul anilor '60. Poate cea mai cunoscută formație ce a abordat acest gen va rămâne Creedence Clearwater Revival.